# Hadraphe aprica
Hadraphe aprica är en fjärilsart som beskrevs av Karsch 1899. Hadraphe aprica ingår i släktet Hadraphe och familjen snigelspinnare. Inga underarter finns listade i Catalogue of Life.